# Sinapaldeído
Sinapaldeído é um composto químico encontrado na planta de nome Senra incana (Hibisceae).
Na planta conhecida como Arabidopsis thaliana este composto faz parte da macromolécula lignina. A enzima diidroflavonol 4-redutase usa Sinapaldeído e Fosfato de dinucleótido de nicotinamida e adenina (NADPH) para produzir álcool sinapílico e NADP+.
É um composto fenólico de baixo peso molecular passível de ser extraído das rolhas de cortiça usadas nas garrafas de vinho.